# Waiganz
Waiganz ist ein Gemeindeteil der Stadt Betzenstein im Landkreis Bayreuth (Oberfranken, Bayern). Waiganz liegt in der Gemarkung Stierberg.

## Geografie
Der im Norden der Pegnitz-Kuppenalb gelegene Weiler befindet sich etwa eineinhalb Kilometer südwestlich des Ortszentrums von Betzenstein und liegt auf einer Höhe von 503 m ü. NHN.

## Geschichte
Der Ort wurde 1303 als „Fesands“ erstmals urkundlich erwähnt. Die nachfolgenden Belege entsprechen der heutigen Schreibweise. Dem Ortsnamen liegt der Personenname Weigand zugrunde.
1818 wurde der Ort durch die im Königreich Bayern durchgeführten Verwaltungsreformen ein Bestandteil der Ruralgemeinde Stierberg. Im Zuge der Gebietsreform in Bayern wurde Waiganz zusammen mit der gesamten Gemeinde Stierberg am 1. Januar 1972 in die Stadt Betzenstein eingegliedert.

## Verkehr
Die Anbindung an das öffentliche Straßenverkehrsnetz erfolgt hauptsächlich durch die Kreisstraße BT 30, die aus Südwesten von Hetzendorf her kommend den Ort durchläuft und nordostwärts nach Betzenstein weiterführt. Eine Auffahrt auf die Bundesautobahn 9 ist an der etwa viereinhalb Kilometer ostsüdöstlich der Ortschaft gelegenen Anschlussstelle Plech möglich.

## Baudenkmal
Im westlichen Ortsbereich von Waiganz befindet sich ein denkmalgeschütztes Wohnhaus, das aus der ersten Hälfte des 19. Jahrhunderts stammt.